# Чандпур (зіла)
Чандпу́р (бенг. চাঁদপুর জেলা, англ. Chandpur) — одна з 11 зіл регіону Читтагонг Бангладеш, розташована у центрі регіону.
Населення — 2416018 осіб (2011; 2032449 в 1991).
Утворено 1984 року. Рівень писемності дорослого населення становив 37,8%, що ненабагато нижче за середній рівень по Бангладеш (43,1%). 92,55% населення зіли сповідувало іслам, 7,18% — індуїзм.

## Адміністративний поділ
До складу регіону входять 7 упазіл:
| Зіла          | Площа, км² | Населення, осіб (1991) | Населення, осіб (2008) |
| ------------- | ---------- | ---------------------- | ---------------------- |
| Качуа         | 235,82     | 293683                 | -                      |
| Матлаб        | 409,22     | 445607                 | -                      |
| Фарідгандж    | 231,54     | 348281                 | -                      |
| Хазігандж     | 189,90     | 254057                 | -                      |
| Хаїмчар       | 174,49     | 113306                 | -                      |
| Чандпур-Садар | 308,78     | 396872                 | -                      |
| Шахрасті      | 154,31     | 180643                 | -                      |